# Sebastián Riquelme
Sebastián Riquelme (San Fernando, Buenos Aires, 28 de septiembre de 1996) es un futbolista que juega en la posición de mediocentro ofensivo. Es hermano de Juan Román Riquelme.

## Trayectoria
Surgido de las inferiores de Argentinos Juniors, hizo su debut como profesional en mayo de 2016 en un partido entre su equipo y Unión de Santa Fe correspondiente a la última fecha del Campeonato de Primera División 2016.
Fue cedido a préstamo al club uruguayo Danubio en los primeros meses de 2017, pero para el segundo semestre de ese año ya estuvo de regreso a su club de origen. 
En junio de 2018 volvió a migrar fuera de su país, esta vez cedido por Argentinos Juniors en préstamo al Unión San Felipe, que en esa época militaba en la Primera B de Chile.
Tras jugar en 2019 con la camiseta de Barracas Central en la Primera B Metropolitana y en la Primera B Nacional, en enero de 2020 se anunció su incorporación al Polideportivo El Ejido de la Tercera División de España. Sin embargo la experiencia de Riquelme en el fútbol europeo llegó a su fin muy pronto, ya que en el mes de agosto del mismo año firmó un contrato con el Atenas, equipo de la segunda división uruguaya. Luego de un semestre regresaría a la Argentina como nuevo refuerzo de Atlanta, iniciando una peregrinación por clubes de AMBA enrolados en los campeonatos de segunda y tercera categoría local.

## Clubes
| Club               | País      | Año         |
| ------------------ | --------- | ----------- |
| Argentinos Juniors | Argentina | 2016        |
| Danubio            | Uruguay   | 2017        |
| Argentinos Juniors | Argentina | 2017 - 2018 |
| Unión San Felipe   | Chile     | 2018        |
| Barracas Central   | Argentina | 2019        |
| El Ejido           | España    | 2020        |
| Atenas             | Uruguay   | 2020        |
| Atlanta            | Argentina | 2021        |
| San Telmo          | Argentina | 2021        |
| Acassuso           | Argentina | 2022        |
| Los Andes          | Argentina | 2023        |
| Almirante Brown    | Argentina | 2023        |
| San Miguel         | Argentina | 2024        |

## Estadísticas
- Actualizado hasta el 27 de octubre de 2018.

| Club                         | Div.                | Temporada           | Liga  | Liga  | Liga   | Copas Nacionales | Copas Nacionales | Copas Nacionales | Copas Internacionales | Copas Internacionales | Copas Internacionales | Total | Total | Total  |
| Club                         | Div.                | Temporada           | Part. | Goles | Asist. | Part.            | Goles            | Asist.           | Part.                 | Goles                 | Asist.                | Part. | Goles | Asist. |
| ---------------------------- | ------------------- | ------------------- | ----- | ----- | ------ | ---------------- | ---------------- | ---------------- | --------------------- | --------------------- | --------------------- | ----- | ----- | ------ |
| Argentinos Juniors Argentina | 1.ª                 | 2016                | 1     | 0     | 0      | -                | -                | -                | -                     | -                     | -                     | 1     | 0     | 0      |
| Argentinos Juniors Argentina | 1.ª                 | 2017-18             | 1     | 0     | 0      | -                | -                | -                | -                     | -                     | -                     | 1     | 0     | 0      |
| Argentinos Juniors Argentina | Total club          | Total club          | 2     | 0     | 0      | -                | -                | -                | -                     | -                     | -                     | 2     | 0     | 0      |
| Unión San Felipe · Chile     | 2.ª                 | 2018                | 8     | 1     | 1      | -                | -                | -                | -                     | -                     | -                     | 8     | 1     | 1      |
| Unión San Felipe · Chile     | Total club          | Total club          | 8     | 1     | 1      | -                | -                | -                | -                     | -                     | -                     | 8     | 1     | 1      |
| Total en su carrera          | Total en su carrera | Total en su carrera | 10    | 1     | 1      | -                | -                | -                | -                     | -                     | -                     | 10    | 1     | 1      |